# Ligne de Tampere à Seinäjoki
La ligne de Tampere à Seinäjoki (finnois : Tampere–Seinäjoki-rata), est une ligne de chemin de fer, à une ou deux voies électrifiées, du réseau de chemin de fer finlandais qui relie Tampere à Seinäjoki. Elle forme avec la ligne d'Helsinki à Tampere et la ligne de Seinäjoki à Oulu, la relation ferroviaire principale en Finlande (en finnois : Suomen päärata.

## Histoire
Le tronçon Parkano - Seinäjoki a été achevé en 1970 et le prolongement vers le sud jusqu'à Lielax en 1971. Il a été électrifié en 1975. La ligne a été construite sur 170 km de tourbières.